# Дяпаловці
Дяпаловці (словац. Ďapalovce) — село в Словаччині, у Врановському окрузі Пряшівського краю. Розташоване в північно-східній частині Словаччини в південній частині Низьких Бескидів в долині потока Ондалик на схід від водоймища Велика Домаша.
Вперше згадується у 1408 році.
В селі існував старий костел з 1893 року з готичною дерев'яною статуєю Мадони XV століття, яка правдоподібно була перенесена з іншої середньовічної церкви, зараз знаходиться в Словацькій національній галереї в Братиславі. Новий костел збудований у 2008 році.

## Населення
| Рік:            | 1993 | 2003    | 2013    | 2023     |
| --------------- | ---- | ------- | ------- | -------- |
| Кількість осіб: | 507  | 484     | 467     | 417      |
| Різниця:        |      | -4,53 % | -3,51 % | -10,70 % |

| Рік:            | 2022 | 2023    |
| --------------- | ---- | ------- |
| Кількість осіб: | 425  | 417     |
| Різниця:        |      | -1,88 % |

В селі проживає 478 осіб.
Національний склад населення (за даними перепису 2001 року):
- словаки — 99,80 %.

Склад населення за приналежністю до релігії станом на 2001 рік:
- римо-католики — 96,39 %,
- греко-католики — 3,01 %,
- не вважають себе віруючими або не належать до жодної вищезгаданої церкви- 0,60 %